# Liste der Fernsehtürme und Sendeanlagen der Deutschen Funkturm GmbH

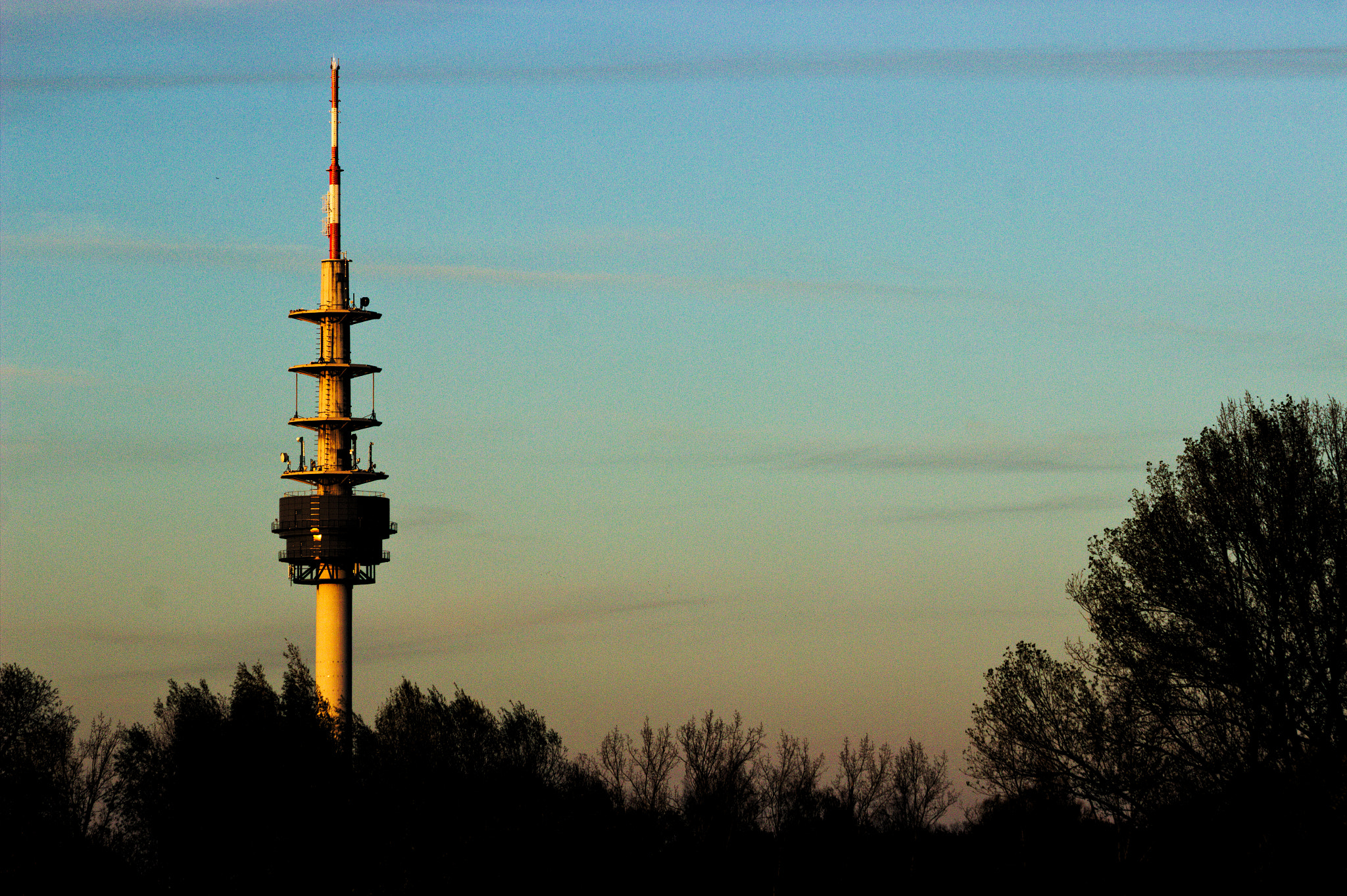
Fernmeldeturm Leipzig

Als einer der Rechtsnachfolger der Deutschen Bundespost und der Deutschen Post der DDR verfügt die Deutsche Telekom (DTAG) über zahlreiche markante Bauwerke zur Übertragung von Funkdiensten aller Art. Eigentümerin der Bauwerke ist seit 2002 die DTAG-Tochtergesellschaft Deutsche Funkturm GmbH (DFMG). Der Sendebetrieb der Rundfunk- und Fernsehsender erfolgt durch die ehemalige DTAG-Tochtergesellschaft Media Broadcast, die die Telekom Ende 2007 verkauft hat. Für die anderen Funkdienste am Standort (Mobilfunk, Richtfunk, Paging) ist der jeweilige Betreiber verantwortlich. 

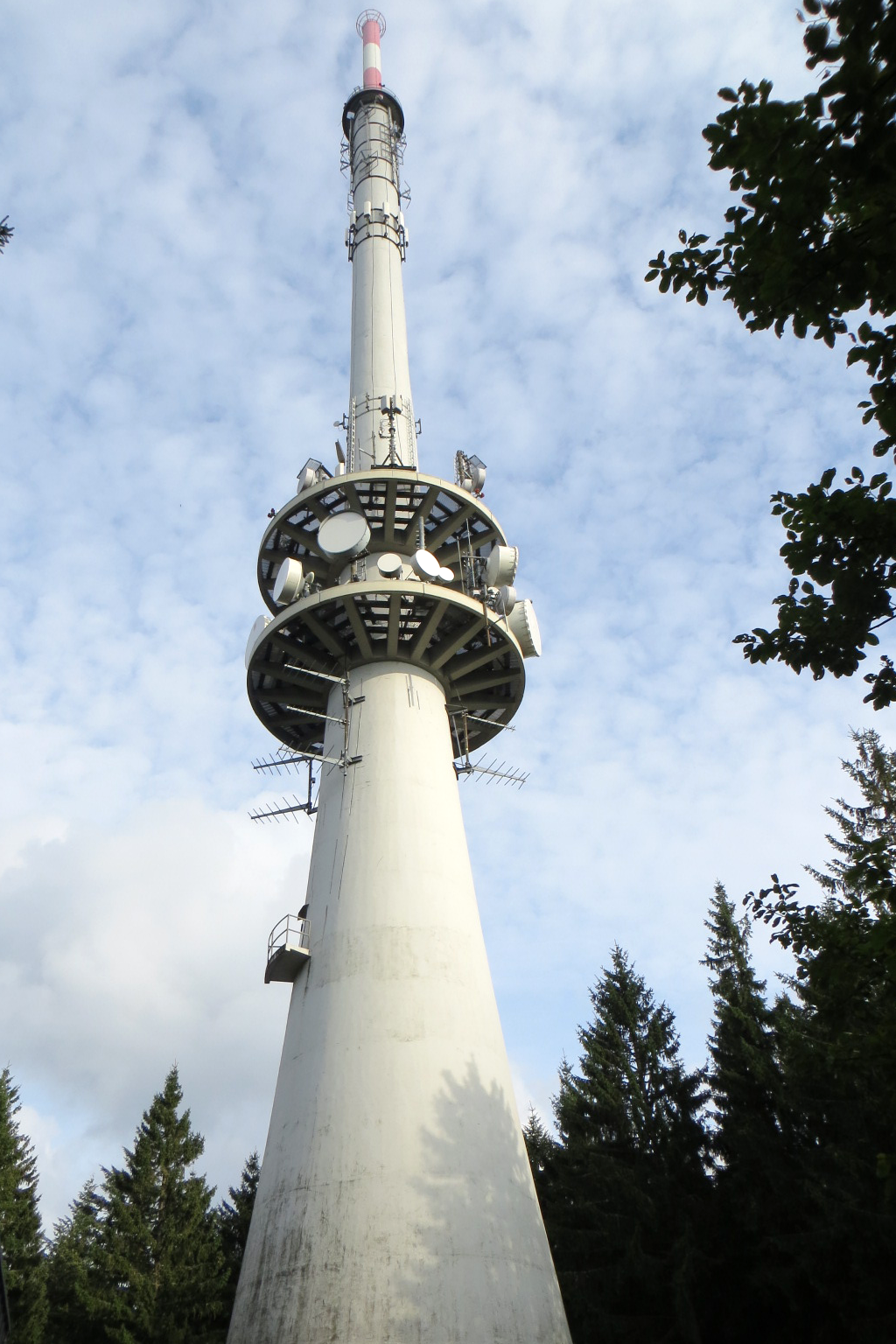
Sender Brandenkopf

## Fernmeldetürme/Fernsehtürme
Bei den folgenden Bauwerken handelt es sich um freistehende Stahlbeton- oder Stahlfachwerktürme, teilweise mit einer für die Öffentlichkeit zugänglichen Aussichtsplattform. Weitere Türme sind bei Typenturm und Sonderturm zu finden. (Im Saarland sind keine vorhanden.)

### Baden-Württemberg
- Fernmeldeturm Mannheim
- Fernmeldeturm Heubach
- Fernmeldeturm Brackenheim 1
- Fernmeldeturm Großerlach
- Stuttgarter Fernmeldeturm
- Sendeturm Langenbrand, Schömberg
- Fernmeldeturm Reisenbach in Mudau
- Fernmeldeturm Ulm-Ermingen
- Fernmeldeturm Hüfingen
- Fernmeldeturm Heidelberg
- Fernmeldeturm Karlsruhe-Grünwettersbach
- Fremersbergturm
- Fernmeldeturm Schnittlingen
- Fernmeldeturm Schorndorf
- Fernmeldeturm Waldenbuch
- Fernmeldeturm Waghäusel
- Fernmeldeturm Plettenberg
- Fernmeldeturm Hochblauen
- Fernmeldeturm Vogtsburg-Totenkopf
- Sender Waldburg 2

Anmerkung: Der bekannte Stuttgarter Fernsehturm ist ein Bauwerk der ihn nutzenden Rundfunkanstalt und nicht der Deutschen Funkturm; Eigentümerin ist heute die SWR Media Services GmbH.

### Bayern
- Fernmeldeturm Bamberg
- Fernmeldeturm Blender
- Fernmeldeturm Bollstadt
- Fernmeldeturm Heretsried
- Fernmeldeturm Göschberg
- Fernmeldeturm Gramschatzer Wald, Erbshausen-Sulzwiesen
- Fernmeldeturm Hollenbach-Schönbach
- Fernmeldeturm Hofkirchen Mallersdorf-Pfaffenberg
- Fernmeldeturm Markt Wald
- Fernmeldeturm Nennslingen, Burgsalach
- Fernmeldeturm Nürnberg
- Fernmeldeturm der Oberpostdirektion München
- Fernmeldeturm Pfeffenhausen
- Fernmeldeturm Haidel
- Fernmeldeturm Dommelstadl-Hainberg
- Fernmeldeturm Regensburg-Ziegetsberg
- Fernmeldeturm Rettenbach am Auerberg
- Fernmeldeturm Riegelstein
- Fernmeldeturm Schnaitsee
- Fernmeldeturm Schöngeising
- Fernmeldeturm Seubersdorf, Seubersdorf in der Oberpfalz
- Fernmeldeturm Weiden (Geißleite), Letzau bei Weiden i. d. Oberpfalz
- Fernmeldeturm Wolfsberg, Pfaffenhofen a. d. Ilm
- Olympiaturm, München
- Sender Hohenpeißenberg

### Bremen
- Fernmeldeturm Bremen

### Berlin
- Berliner Fernsehturm
- Berliner Funkturm
- Fernmeldeturm Berlin-Schäferberg
- Fernmeldeturm der Richtfunkanlage Berlin-Frohnau
- Fernsehturm Müggelberge

### Brandenburg
- Fernmeldeturm Birkholzaue
- Fernmeldeturm Calau
- Fernmeldeturm Cottbus
- Fernmeldeturm Frankfurt (Oder)
- Fernmeldeturm Nauen
- Fernmeldeturm Pinnow, Ortsteil von Karstädt (Prignitz)
- Fernmeldeturm Rhinow
- Perwenitzer Fernsehturm
- Fernmeldeturm Glienick (Zossen)

### Hamburg
- Heinrich-Hertz-Turm
- Fernmeldeturm Hamburg-Lohbrügge

### Hessen
- Europaturm, Frankfurt/Main
- Fernmeldeturm Habichtswald
- Fernsehturm Angelburg
- Fernmeldeturm Dünsberg
- Fernmeldeturm Eisenberg
- Fernmeldeturm Hohe Wurzel
- Fernmeldeturm Hohes Lohr
- Fernmeldeturm Mainzer Berg
- Fernmeldeturm Steinkopf
- Fernmeldeturm Großer Feldberg/Taunus
- Sendeturm Hühnerberg (Main-Kinzig-Kreis)

### Mecklenburg-Vorpommern
- Schweriner Fernsehturm
- Fernsehturm Schlemmin
- Funkturm Diedrichshagen Berg
- Sender Röbel-Woldzegarten
- Fernmeldeturm Rostock
- Sender Rostock-Toitenwinkel
- Fernmeldeturm Helpterberg
- Rundfunk-Sendeanlagen auf Rügen

### Niedersachsen
- Fernmeldeturm Barsinghausen, Barsinghausen
- Fernmeldeturm Bovenden, Bovenden bei Göttingen
- Fernmeldeturm Broitzem, Braunschweig-Broitzem
- Fernmeldeturm Dammer Berge, Damme (Landkreis Vechta)
- Fernmeldeturm Dissen, Dissen am Teutoburger Wald
- Fernmeldeturm Egestorf, Egestorf/Nordheide (Landkreis Harburg)
- Friedrich-Clemens-Gerke-Turm, Cuxhaven
- Fernmeldeturm Gerzen, Gerzen (Alfeld)
- Sender Goslar, Goslar (Harz)
- Fernmeldeturm Grafensundern im Iburger Wald (Landkreis Osnabrück)
- Fernmeldeturm Höxter, Neuhaus im Solling
- Fernmeldeturm Klieversberg, Wolfsburg
- Fernmeldeturm Lamstedt, Lamstedt (Landkreis Cuxhaven)
- Fernmeldeturm Mellendorf, Wedemark (Region Hannover)
- Fernmeldeturm Osnabrück (Schinkelturm), Osnabrück
- Fernmeldeturm Otterndorf, Otterndorf (Landkreis Cuxhaven)
- Fernmeldeturm Rosengarten, Langenrehm (Landkreis Harburg)
- Fernmeldeturm Schiffdorf, Schiffdorf (Landkreis Cuxhaven)
- Fernmeldeturm Sellhorn, Gemeinde Heeslingen (Landkreis Rotenburg-Wümme)
- Fernmeldeturm Sibbesse, Sibbesse (Landkreis Hildesheim)
- Fernmeldeturm Solling, Espol am Solling
- Sonnenbrinkturm, Bad Essen bei Osnabrück
- Sender Torfhaus, Torfhaus (Harz)
- Fernmeldeturm Uelzen, Uelzen
- Fernmeldeturm Wahnbek, Rastede-Wahnbek (Landkreis Ammerland)
- Fernmeldeturm Wardböhmen, Bergen (Landkreis Celle)
- Fernmeldeturm Wilhelmshaven, Wilhelmshaven-Bant
- Telemax, Hannover-Groß-Buchholz
- VW-Tower („Telemoritz“), Hannover-Mitte (ohne Sendeanlagen der Deutschen Funkturm und seit 2000 im Besitz der Volkswagen AG)

### Nordrhein-Westfalen
- Mulleklenkes, Aachen
- Fernmeldeturm Bödefeld, Hochsauerlandkreis
- Florianturm, Dortmund
- Colonius, Köln
- Fernsehturm Duisburg
- Rheinturm, Düsseldorf
- Fernmeldeturm Düsseldorf-Gerresheim, Funkübertragungsstelle (FuÜSt) Dssd 4
- Fernmeldeturm Münster
- Funkübertragungsstelle, Mönchengladbach 1 (der „Balderich“)
- Fernmeldeturm Moers
- Fernmeldeturm „Langer Heinrich“ Wesel
- Fernsehturm Essen
- Fernmeldeturm Wuppertal-Küllenhahn
- Fernmeldeturm Wuppertal-Westfalenweg
- Fernmeldeturm Schwerte
- Fernmeldeturm Rheine
- Fernmeldeturm Hünenburg
- Fernmeldeturm Jakobsberg, Porta Westfalica
- Fernmeldeturm Köterberg
- Fernmeldeturm Beckum
- Fernmeldeturm Willebadessen
- Fernmeldeturm Ebbegebirge
- Fernmeldeturm Eisernhardt
- Pollonius
- Fernmeldeturm Lohmar-Birk
- Fernmeldeturm Großhau
- Fernmeldeturm Haltern
- Fernmeldeturm Velbert
- Schiefbahn Turm, Funkübertragungsstelle (FuÜSt) in Willich-Schiefbahn

### Rheinland-Pfalz
- Fernmeldeturm Bitburg
- Fernmeldeturm Bornberg
- Fernmeldeturm Ellerspring
- Fernmeldeturm Heckenbach-Schöneberg
- Fernmeldeturm Hillscheid-Alarmstange
- Fernmeldeturm Kaiserslautern
- Fernmeldeturm Koblenz
- Fernmeldeturm Bad Kreuznach
- Fernmeldeturm Ludwigshafen am Rhein
- Fernmeldeturm Ober-Olm
- Fernmeldeturm Trier-Petrisberg
- Fernmeldeturm Weilerskopf
- Fernmeldeturm Zweibrücken
- Fernmeldeturm Kahlheid

### Sachsen
- Fernsehturm Dresden
- Sender Geyer
- Sender Keulenberg
- Funkturm Leipzig
- Sender Schafberg

### Sachsen-Anhalt
- Sender Frohser Berg
- Sendeanlagen auf dem Brocken
- Fernsehturm Dequede
- Fernmeldeturm Petersberg

### Schleswig-Holstein
- Fernmeldeturm Bungsberg, Eutin
- Fernmeldeturm Bredstedt
- Fernmeldeturm Kiel
- Fernmeldeturm Neumünster
- Fernmeldeturm Bad Segeberg (FMT-12)
- Fernmeldeturm Schleswig
- Fernmeldeturm Puttgarden
- Fernmeldeturm Stockelsdorf, Lübeck

### Thüringen
- Fernsehturm Kulpenberg
- Fernsehturm Bleßberg
- Sender Inselsberg

## Abgespannte Sendemasten für UKW, Richtfunk und TV
(In Bremen gibt es keine abgespannten Sendemasten für UKW, Richtfunk und TV.)

### Bayern
- Amberg/Rotbühl (UKW und TV)
- Sender Breitsol (Hybridturm)
- Heidelstein (UKW und TV)
- Pfarrkirchen (UKW und TV)
- Coburg/Meeder (UKW und TV)
- Großer Waldstein (UKW und TV)
- Heidenberg (UKW und TV, Hybridturm)
- Würzburg-Frankenwarte
- Högl

### Baden-Württemberg
- Langenburg (UKW und TV)
- Hochrheinsender (TV)
- Höchsten (UKW und TV)

### Berlin
- Sendemast der Richtfunkanlage Berlin-Frohnau (am 8. Februar 2009 gesprengt)

### Brandenburg
- UKW- und TV-Sendemast Casekow
- UKW- und TV-Sendemast Treplin
- UKW- und TV-Sendemast Pritzwalk-Buchholz
- UKW- und TV-Sendemast Belzig-Weitzgrund
- UKW-Sendemast Neuruppin (Treskow)

### Hamburg
- Sendemast Hamburg-Rahlstedt

### Hessen
- Sendemast Krehberg (Hybridturm)
- Sender Hoher Meißner (vier Masten, drei davon abgespannt)

### Mecklenburg-Vorpommern
- Sendemast Schwerin-Neu Zippendorf
- Sendemast für UKW und TV in Garz/Rügen
- Sender Röbel-Woldzegarten
- Sendemast für UKW und TV in Marlow
- Sender Rostock-Toitenwinkel
- Sender Züssow
- UKW-Sendemast Kröpelin-Diedrichshagen
- UKW-Sendemast Ahrenshoop

### Niedersachsen
- Sendemasten Höhbeck
- Sendemast Behren-Bokel
- Sendemast Verden
- Sendemast Peheim
- Sendemast Torfhaus/Harz
- Sendemast Drachenberg
- Sendemast Borkum
- Sendemast Schleptruper Egge (Osnabrück-Engter)
- Sendemast Steinkimmen (Ganderker)

### Nordrhein-Westfalen
- UKW- und TV-Sendemast Wesel
- UKW- und TV-Sendemast Leichlingen
- Sendemast Herchen-Rosbach

### Rheinland-Pfalz
- Sender Koblenz (Dieblich-Naßheck)
- Sender Bad Marienberg
- Sender Bendorf-Vierwindenhöhe
- Sender Schnee-Eifel
- Sender Boppard-Fleckertshöhe (Hybridturm)
- Sender Teufelskopf auf dem Teufelskopf (Schwarzwälder Hochwald) bei Waldweiler

### Saarland
- Sender Riegelsberg-Schoksberg

### Sachsen
- Sendemast für UKW und TV in Hoyerswerda
- UKW-Sendemast Wiederau
- UKW-Sendemast Oschatz

### Sachsen-Anhalt
- Sender Bernburg
- Sender Wittenberg auf dem Gallunberg

### Schleswig-Holstein
- Sendemast für UKW und TV in Berkenthin
- Sendemast für UKW in Güby

### Thüringen
- Sendemast für UKW und TV in Rückersdorf
- Sender Großer Kalmberg
- Sender Keula
- Sender Weimar
- Sendemast Kernberg
- Fernmeldeturm Gera

## Sendeanlagen für Rundfunk im Langwellen (LW)- und Mittelwellen (MW)-Bereich
- Sendeanlage Donebach (Sendeanlage für Langwelle, Programm: DLF)
- Sendeanlage Zehlendorf (Sendeanlage für Langwelle, Programm: DLR und Mittelwelle, Programm: Stimme Russlands)
- Sendeanlage Aholming (Sendeanlage für Langwelle, Programm: DLF)
- Sendeanlage Nordkirchen (Sendeanlage für Mittelwelle, Programm: DLF)
- Sendeanlage Thurnau (Sendeanlage für Mittelwelle, Programm: DLF)
- Sendeanlage Ravensburg (Sendeanlage für Mittelwelle, Programm: DLF)
- Sendeanlage Cremlingen (Sendeanlage für Mittelwelle, Programm: DLF)
- Sendeanlage Neumünster (Sendeanlage für Mittelwelle, Programm: DLF)
- Sendeanlage Mainflingen (Sendeanlage für Lang- und Mittelwelle)
- Sender Burg (Sendeanlage für Lang- und Mittelwelle)
- Sendeanlage Wilsdruff (Sendeanlage für Mittelwelle, Programm: MDR Info)
- Sendeanlage Wiederau (Sendeanlage für Mittelwelle, Programm: MDR Info)
- Sendeanlage Wachenbrunn (Sendeanlage für Mittelwelle, Programme: MDR Info und Stimme Russlands)
- Sendeanlage Hirschlanden (Sendeanlage für Mittelwelle, Programm: AFN)
- Sendeanlage Reichenbach/Oberlausitz (Sendeanlage für Mittelwelle, Programm: MDR Info)

## Sendeanlagen für Nicht-Rundfunkdienste
- DDH47 in Pinneberg
- Langwellensender Mainflingen

## Sendeanlagen für Kurzwelle
- Sendeanlage Wertachtal
- Sendeanlage Nauen

## Antennenmessplätze
- Antennenmessplatz Brück

## Erdfunkstellen
- Erdfunkstelle Fuchsstadt
- Erdfunkstelle Raisting
- Erdfunkstelle Usingen
- Erdfunkstelle Groß Berkel bei Aerzen